# Jeon Jae-won
Jeon Jae-Won (* 21. November 1973 in der Provinz Gangwon-do) ist ein ehemaliger südkoreanischer Biathlet.
Jeon Jae-Won ist Soldat und trainiert in Seoul. Er begann 1990 mit dem Biathlonsport. Er gab 1995 in Ruhpolding sein Debüt im Weltcup und wurde 104. eines Einzels. Nur selten konnte er sich unter den besten 100 Startern platzieren. bei den vorolympischen Weltcuprennen in Nagano erreichte er 1997 mit den Rängen 81 im Einzel und 90 im Sprint seine besten Ergebnisse im Weltcup. Höhepunkt und Abschluss der Karriere wurden die Olympischen Winterspiele 1998 in Nagano. Bei den Wettbewerben von Nozawa Onsen war Jeon der einzige Biathlet Koreas. Im Sprint erreichte er den 70., im Einzel den 71. Platz. Es waren seine besten internationalen Resultate.

## Weltcup-Platzierungen
Die Tabelle zeigt alle Platzierungen (je nach Austragungsjahr einschließlich Olympische Spiele und Weltmeisterschaften).
- 1.–3. Platz: Anzahl der Podiumsplatzierungen
- Top 10: Anzahl der Platzierungen unter den ersten zehn (einschließlich Podium)
- Punkteränge: Anzahl der Platzierungen innerhalb der Punkteränge (einschließlich Podium und Top 10)
- Starts: Anzahl gelaufener Rennen in der jeweiligen Disziplin

| Platzierung                                        | Einzel | Sprint | Verfolgung | Massenstart | Team | Staffel | Gesamt |
| -------------------------------------------------- | ------ | ------ | ---------- | ----------- | ---- | ------- | ------ |
| 1. Platz                                           |        |        |            |             |      |         |        |
| 2. Platz                                           |        |        |            |             |      |         |        |
| 3. Platz                                           |        |        |            |             |      |         |        |
| Top 10                                             |        |        |            |             |      |         |        |
| Punkteränge                                        |        |        |            |             |      |         |        |
| Starts                                             | 5      | 6      |            |             |      |         | 11     |
| Stand: Karriereende, einschließlich WM und Olympia |        |        |            |             |      |         |        |